# Cinara wahtolca
Cinara wahtolca är en insektsart som beskrevs av Hottes 1953. Cinara wahtolca ingår i släktet Cinara och familjen långrörsbladlöss. Inga underarter finns listade i Catalogue of Life.